# Vukosavljević
Vukosavljević je priimek več oseb:
- Branko Vukosavljević, srbski vojaški pilot
- Sreten Vukosavljević, jugoslovanski politik